# Montignez

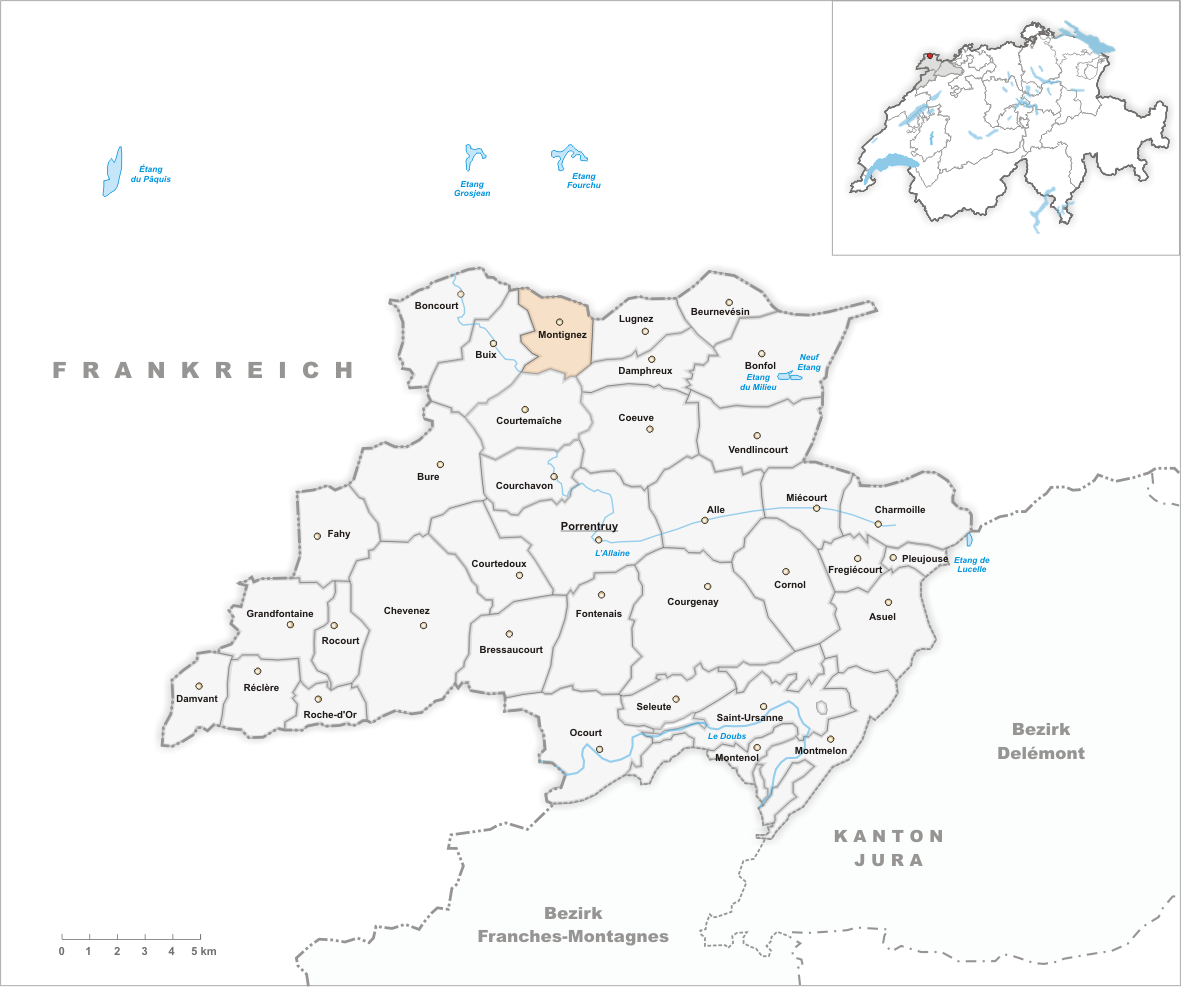
Gemeindestand vor der Fusion am 1. Januar 2009

Montignez (frz. [mɔ̃tiɲe], im einheimischen Dialekt [(a) mũtˈɲe]) ist ein Dorf und eine ehemalige politische Gemeinde im Distrikt Porrentruy des Schweizer Kantons Jura.

## Geographie

Historisches Luftbild von Werner Friedli (1910–1996) vom 12. September 1950

Montignez liegt auf 421 m ü. M., acht Kilometer nördlich des Bezirkshauptorts Porrentruy (Luftlinie). Das Bauerndorf erstreckt sich in einer weiten Talmulde auf der Tafeljurahochfläche östlich des Allainetals, im äussersten Norden der Ajoie (deutsch Elsgau) an der Grenze zu Frankreich.
Die Fläche des 5,9 km² grossen ehemaligen Gemeindegebiets umfasst im zentralen Teil die Mulde des Trockentals von Montignez, das sich zum Bach Coeuvatte hin öffnet. Im Norden reicht das Gebiet bis an den Osthang des Mont Renaud, im Osten auf die Höhe Les Genavrières und im Süden auf die Höhe von Chênois, auf der mit 485 m ü. M. der höchste Punkt von Montignez liegt. Nach Südwesten erstreckte sich das Gemeindegebiet über die Waldhöhe Les Raichênes bis in die Talniederung der Allaine. Von der Gemeindefläche entfielen 1997 4 % auf Siedlungen, 38 % auf Wald und Gehölze und 58 % auf Landwirtschaft.
Zu Montignez gehörten die rechts der Allaine gelegenen Teile des Weilers Grandgourt (389 m ü. M.) sowie mehrere Einzelhöfe. Nachbargemeinden von Montignez vor der Fusion zur Gemeinde Basse-Allaine waren Buix, Courtemaîche, Damphreux und Lugnez im Kanton Jura sowie Courcelles im angrenzenden Frankreich.

## Bevölkerung
Mit 243 Einwohnern (Ende 2007) gehörte Montignez zu den kleinen Gemeinden des Kantons Jura. Von den Bewohnern sind 91,2 % französischsprachig, 6,8 % deutschsprachig und 0,8 % portugiesischsprachig (Stand 2000). Die Bevölkerungszahl von Montignez belief sich 1850 auf 357 Einwohner, 1900 auf 318 Einwohner. Im Verlauf des 20. Jahrhunderts wurde insgesamt ein rückläufiger Trend verzeichnet.

## Wirtschaft
Montignez ist dank der fruchtbaren Böden in der Umgebung noch vorwiegend landwirtschaftlich geprägt. Einige Arbeitsplätze gibt es in Präzisionswerkstätten sowie im lokalen Kleingewerbe. Viele Erwerbstätige sind aber Wegpendler und arbeiten in Boncourt oder in der Region Porrentruy.

## Verkehr
Die ehemalige Gemeinde liegt an der Kantonsstrasse, die von Buix entlang der Nordgrenze der Ajoie nach Lugnez und Beurnevésin führt. Durch einen Postautokurs, der zwischen dem Bahnhof in Courtemaîche und Montignez verkehrt, ist das Dorf an den öffentlichen Verkehr angebunden.

## Geschichte
Bereits im Jahr 731 oder 732 wird der Ort erstmals erwähnt: Actum Montaniaco vico. Um 1170 erscheint der Ortsname als Mont Teignei, 1189 als Montegnez; er geht zurück auf eine Ableitung vom lateinischen Personennamen Montanius mit dem keltischen Ortsnamensuffix -akos/-acum. Montignez war zusammen mit dem Priorat von Grandgourt im Besitz des Klosters Bellelay. Es teilte die wechselvolle Geschichte der Ajoie, die 1271 zum ersten Mal an das Fürstbistum Basel kam. Vom 16. bis zum 18. Jahrhundert unterstand das Dorf dem Meieramt Coeuve. Von 1793 bis 1815 gehörte Montignez zu Frankreich und war anfangs Teil des Département du Mont-Terrible, ab 1800 mit dem Département Haut-Rhin verbunden. Durch den Entscheid des Wiener Kongresses kam der Ort 1815 an den Kanton Bern und am 1. Januar 1979 an den neu gegründeten Kanton Jura. Die Gemeinde wurde auf den 1. Januar 2009 mit Buix und Courtemaîche zur neuen Gemeinde Basse-Allaine vereinigt.

## Sehenswürdigkeiten
Die Pfarrkirche Saint-Martin besitzt einen spätgotischen Chor. Die Kirche wurde 1778 umfassend restauriert und hat einen Glockenturm, der 1868 in einer Mischung der Stilrichtungen Neoklassizismus und Neugotik errichtet wurde. Die drei Altäre wurden aus dem Priorat Grandgourt hierher überführt und stammen von Jean-Pierre Breton (1738). Im Ortskern sind zahlreiche Bauernhäuser des 19. Jahrhunderts sowie einige Fachwerkhäuser im elsässischen Stil erhalten.

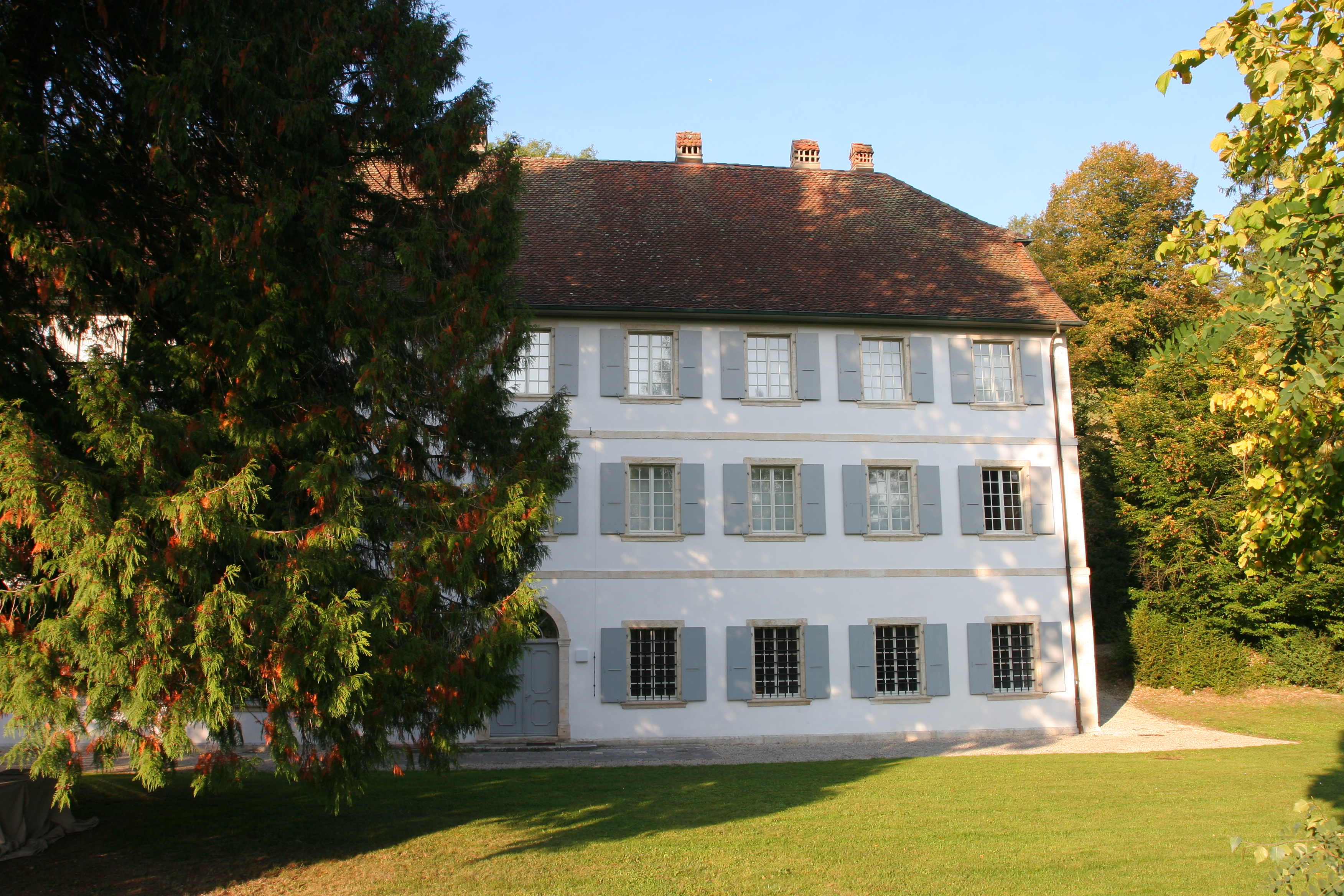
Ancien Prieuré de Grandgourt
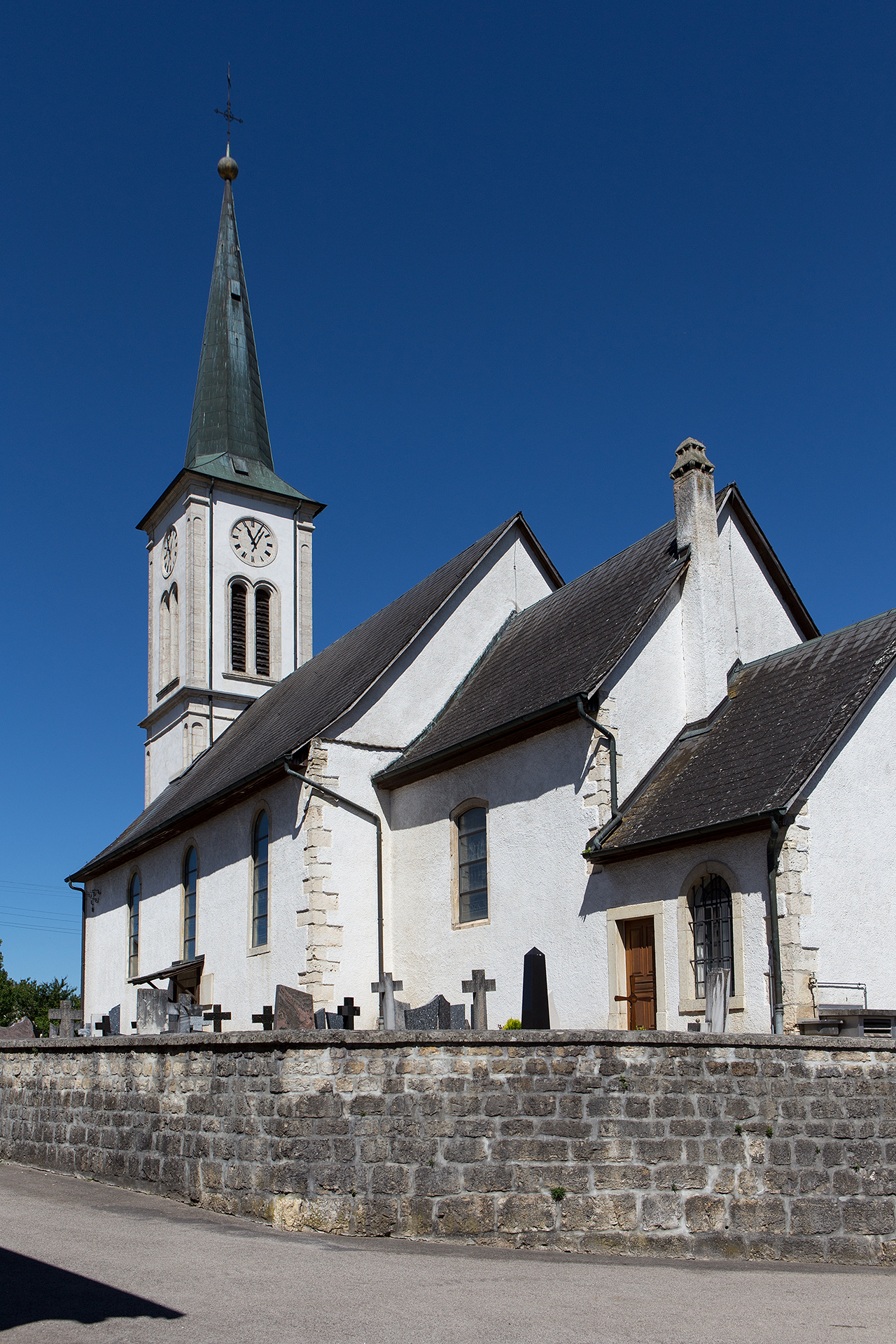
Kirche
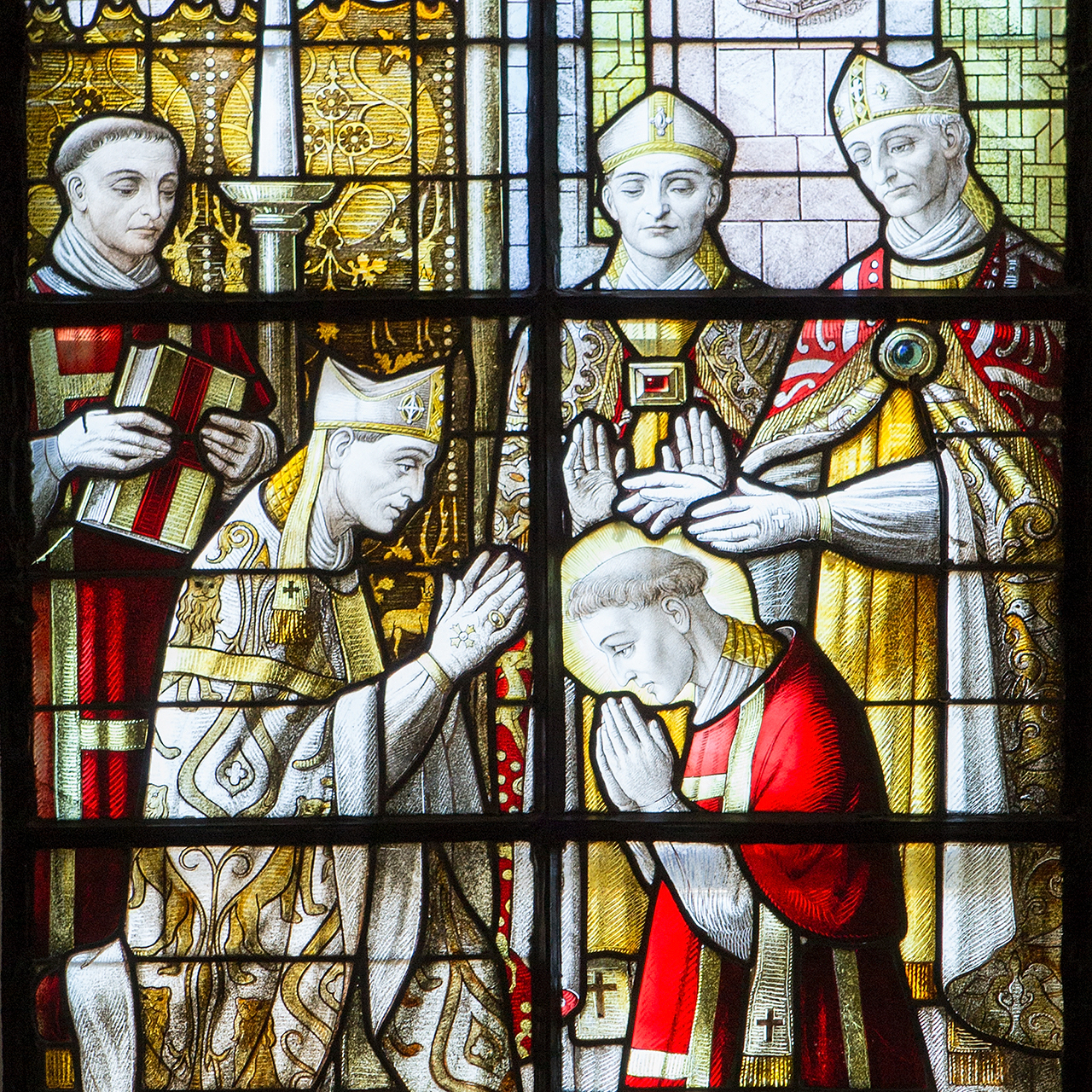
Kirchenfenster
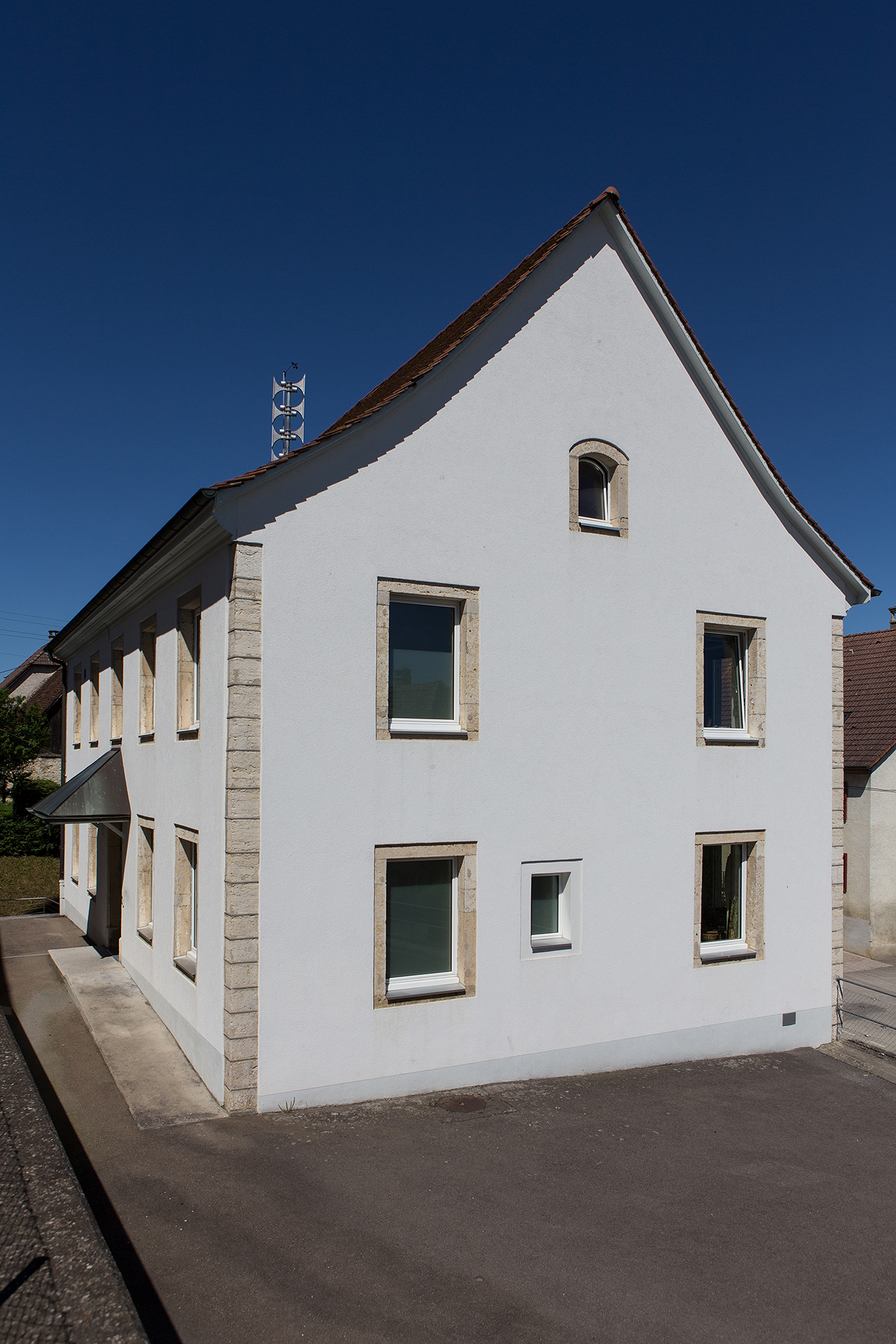
Schulhaus
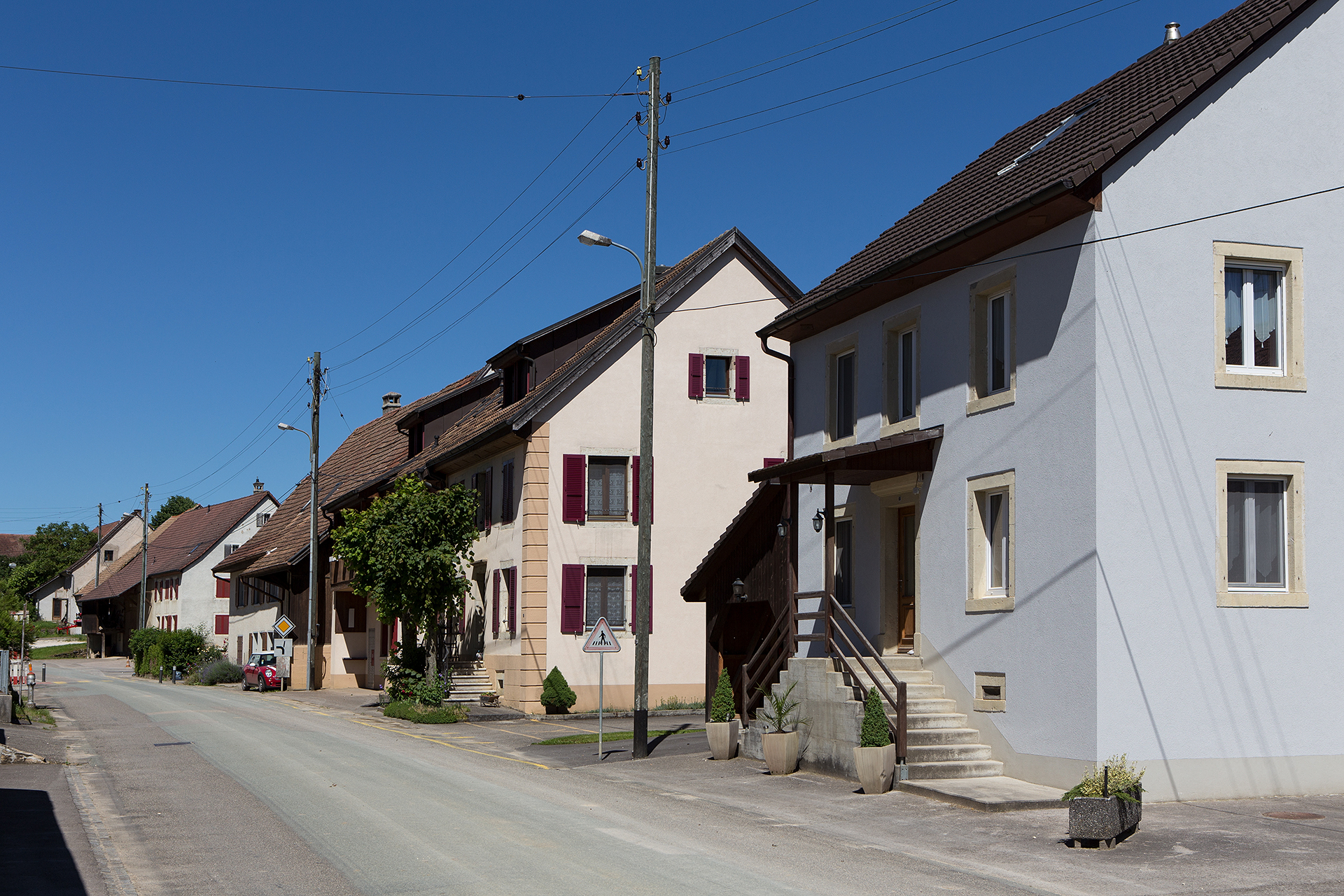
Route de Buix
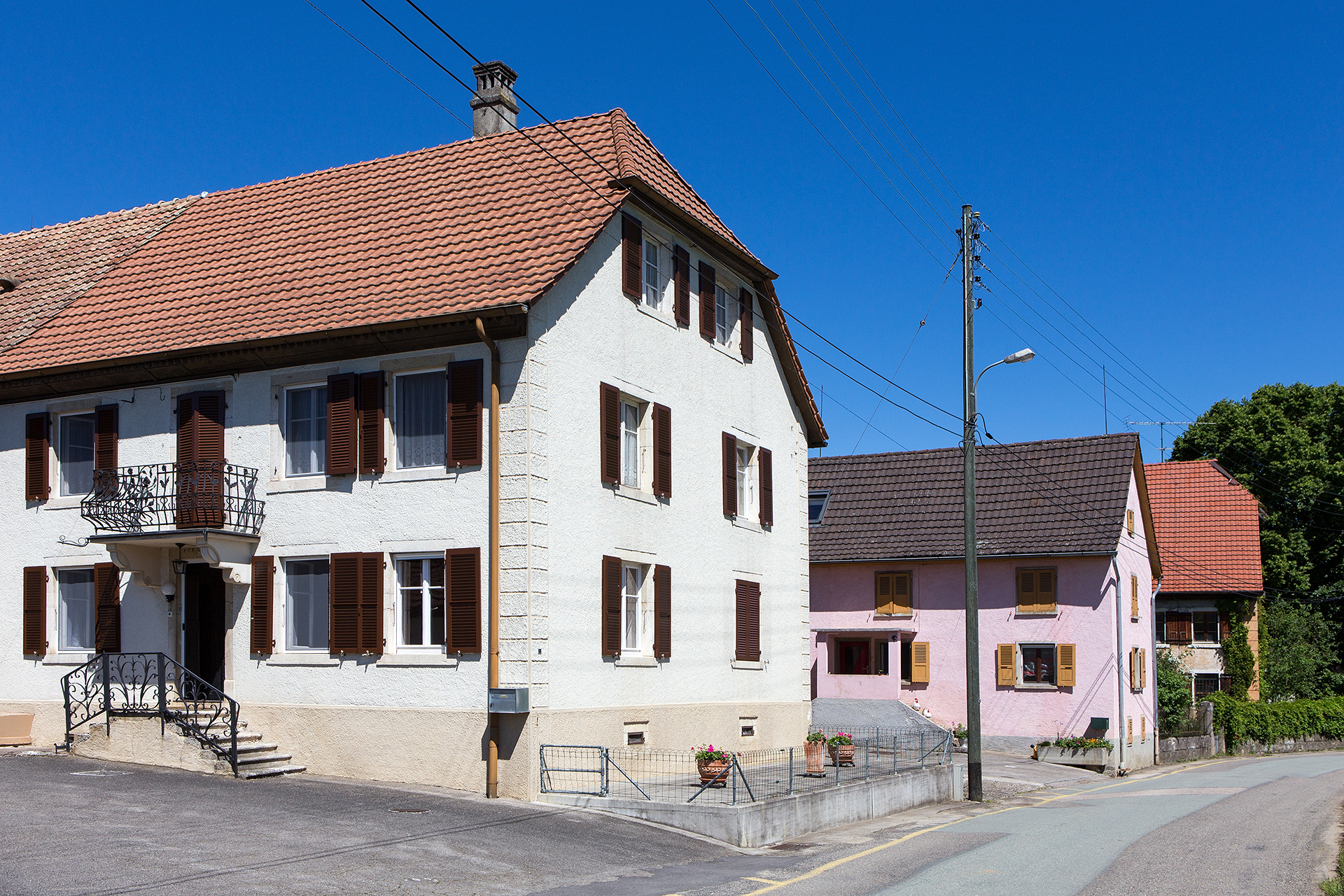
Route de Grandgourt